# Saint-Hilaire-lez-Cambrai
Saint-Hilaire-lez-Cambrai település Franciaországban, Nord megyében. Lakosainak száma 1557 fő (2022. január 1.). Saint-Hilaire-lez-Cambrai Saint-Vaast-en-Cambrésis, Avesnes-les-Aubert, Bévillers, Boussières-en-Cambrésis, Quiévy, Saint-Aubert és Viesly községekkel határos.

## Népesség
A település népessége az elmúlt években az alábbi módon változott:
| Lakosok száma | 1657 | 1657 | 1644 | 1602 | 1575 | 1566 | 1559 | 1555 | 1557 |
|               | 2013 | 2015 | 2016 | 2017 | 2018 | 2019 | 2020 | 2021 | 2022 |